# Manhattan (Film)
Manhattan ist eine romantische Filmkomödie in Schwarz-Weiß von Woody Allen aus dem Jahr 1979.

## Handlung
Im New Yorker Stadtteil Manhattan, im Beziehungsdschungel neurotischer Intellektueller: Isaac, ein Gagschreiber für Fernseh-Comedyshows, ist weder mit seinem Beruf noch mit seinem Privatleben zufrieden. Zwei gescheiterte Ehen hat er schon hinter sich, seine zweite Frau Jill hat ihn vor einiger Zeit für eine andere Frau verlassen. Zu seiner Besorgnis arbeitet Jill an einem autobiografischen Roman, der Geheimnisse ihrer gemeinsam Ehe verraten soll. Derzeit führt Isaac eine Beziehung zu der 17-jährigen Schülerin Tracy, doch er schämt sich für den enormen Altersunterschied und ist sich sicher, dass die Beziehung keine Zukunft haben wird. Isaac blickt zu der scheinbar glückliche Ehe seines besten Freundes Yale Pollack auf. Doch gesteht der College-Professor Yale ihm, dass er sich seit längerem heimlich mit der Journalistin Mary Wilkie trifft.
Als Isaac zum ersten Mal auf Mary trifft, empfindet er sie als pseudointellektuell und abgehoben. Bei einer Veranstaltung im Museum of Modern Art treffen sie zufällig erneut aufeinander, dieses Mal ohne Yale. Nach der Veranstaltung reden sie bis zum Morgengrauen miteinander, durch die Straßen Manhattans gehend, und mögen sich. Isaac ist sich unschlüssig, wie er handeln soll. Er findet Mary sehr attraktiv, versucht sie aber nicht zu verführen, da sie die Geliebte seines besten Freundes ist. Er führt seine Beziehung mit Tracy weiter, obwohl er sich immer sicherer darin ist, dass diese Beziehung keine ernsthafte sein kann. Als Tracy ihm erzählt, dass sie demnächst ein Schauspielstudium an der Royal Academy of Dramatic Art in London beginnen könne, ermuntert Isaac sie dazu. Unterdessen kündigt er seinen auf ihn immer trivialer wirkenden Job bei der Fernsehshow und versucht, einen Roman mit künstlerischem Anspruch zu schreiben.
Yale entscheidet sich dazu, seine Liebschaft mit Mary zu beenden, um seine Ehe zu retten. Er schlägt seinem Freund Isaac vor, doch mit Mary auszugehen, da diese eine gute Meinung über ihn habe. Kurzum trennt sich Isaac von Tracy, was schwerer als gedacht ist, da die Jugendliche offensichtlich tiefere Gefühle für ihn entwickelt hatte. Innerhalb kurzer Zeit kommen Isaac und Mary zusammen, doch sie warnt ihn, dass sie keine einfache Person sei. Wenig später wohnt sie quasi in Isaacs Appartement. Unterdessen kommt das Buch von Isaacs Ex-Frau Jill heraus, die viele intimste und sexuelle Details ihrer Ehe darin verraten hat. Isaac fühlt sich gedemütigt, kann aber nichts dagegen machen.
Ein weiterer Schock wartet auf Isaac, als Mary ihm gesteht, dass sie noch immer Yale liebe und ihn deshalb verlassen werde. Yale und sie hatten sich in der Zwischenzeit wieder heimlich getroffen. Isaac gerät in Wut, sucht Yale auf und fordert von ihm ein, endlich reinen Tisch zu machen. Tatsächlich trennen sich Yale und seine Ehefrau Emily wenig später. Einige Zeit später treffen sich Isaac und Emily: offenbar hatte Yale seiner Frau erzählt, dass Isaac ihm Mary vorgestellt habe.
Traurig denkt Isaac mithilfe eines Stimmrekorders darüber nach, was sein Leben eigentlich lebenswert mache. Als er auf einmal gedankenverloren „Tracys Gesicht“ sagt, merkt er, dass er sie immer noch liebt, und ihre Beziehung trotz des großen Altersunterschiedes vielleicht die glücklichste seiner gescheiterten Beziehungen war. Als er Tracy nicht erreichen kann, rennt er zu ihrer Wohnung. Die inzwischen 18-Jährige steht kurz davor, für ihr Schauspielstudium nach London zu fliegen. Isaac bittet, dass sie wieder zusammenkommen können und sie in Manhattan bleiben solle. Tracy lehnt das ab, äußert aber, dass er einfach etwas Vertrauen in die Menschen haben solle – was die Möglichkeit eines neuen Beziehungsbeginns nach ihrer Rückkehr aus London in einem halben Jahr offen lässt.

## Hintergrund
„New York war seine Stadt und würde es immer sein“ heißt es im Prolog des Filmes über Isaac. Mit ihm wandelt der Zuschauer im Central Park, besucht die Kunstmuseen und das Künstlerlokal „Elaine’s“. In den Totalen werden die Figuren in der Metropole an die äußersten Bildränder gedrängt und sind häufig kaum noch zu erkennen. Musikalisch unterlegt ist der Film an seinem Anfang und seinem Ende mit der Rhapsody in Blue von George Gershwin.

## Kritiken
„Woody Allen schließt an seinen Oscar-prämierten Der Stadtneurotiker an und verbindet den scharfzüngigen Witz, mit dem die Lebenskrise eines amerikanischen Intellektuellen karikiert wird, mit einer poetischen Hommage an seine Geburtsstadt. Die nostalgische Musik von Gershwin und die stimmungsvolle Schwarzweißfotografie betonen mehr als in Allens früheren Filmen die melancholischen Untertöne seiner Komik.“

„In der Tat ist es erstaunlich, was aus dem Sprachkomiker Woody Allen im Laufe der Zeit für ein Regisseur geworden ist, welche Sicherheit, Lakonie des Handwerkers er sich angeeignet hat. Manhattan ist ohne Zweifel der Gipfel seiner Karriere, Manhattan ist Woody Allens Lichter der Großstadt.“

„In Woody Allens Manhattan geht es um eine Liste der überschätztesten Kreativen aller Zeiten – und kein Schwanz von einem Kritiker hat etwas gemerkt. Dabei gehörte dieser Zaunpfahl sogar zu den vergleichsweise humoristischen Winken jenes schwer Erträglichen.“

## Auszeichnungen
Manhattan wurde für zwei Oscars in den Kategorien Beste Nebendarstellerin (für Mariel Hemingway) und Bestes Originaldrehbuch nominiert. Außerdem erhielt er eine Golden-Globe-Nominierung in der Kategorie „Bester Film – Drama“. Er gewann den British Academy Film Award für den besten Film. 2001 erfolgte die Aufnahme in das National Film Registry.